# Coppa del Re 1983 (hockey su pista)
La Coppa del Re 1983 è stata la 40ª edizione della principale coppa nazionale spagnola di hockey su pista. La fase finale della competizione ha avuto luogo dal 24 maggio e si è conclusa con la finale in campo neutro ad Santa Cruz de Tenerife il 10 luglio 1983.
Il trofeo è stato conquistato dal Reus Deportiu per la sesta volta nella sua storia superando in finale il Liceo La Coruña.

## Risultati

### Quarti di finale
| Squadra 1 | Totale | Squadra 2       | Andata | Ritorno |
| --------- | ------ | --------------- | ------ | ------- |
| Cibeles   | 6 - 10 | Barcellona      | 4 - 1  | 2 - 9   |
| Mollet    | 5 - 7  | Liceo La Coruña | 5 - 5  | 0 - 2   |
| Noia      | 6 - 9  | Reus Deportiu   | 5 - 5  | 1 - 4   |
| Tordera   | 7 - 10 | Voltregà        | 4 - 2  | 3 - 8   |

### Semifinali
| Squadra 1       | Totale | Squadra 2  | Andata | Ritorno |
| --------------- | ------ | ---------- | ------ | ------- |
| Liceo La Coruña | 10 - 8 | Voltregà   | 5 - 0  | 5 - 8   |
| Reus Deportiu   | 6 - 5  | Barcellona | 3 - 2  | 3 - 3   |

### Finale
| Santa Cruz de Tenerife 10 luglio 1983 | Liceo La Coruña | 1 – 4 | Reus Deportiu |  |